# Elisabeth Schindler-Holzapfel
Elisabeth-Brigitte Schindler-Holzapfel (* 1932 in Bielefeld; † 1984 in Bern) war eine Schweizer Publizistin und Kinderbuchsammlerin, die rund 4800 Werke zusammentrug. Sie publizierte auch unter dem Namen Elisabeth Schindler oder Elisabeth-Brigitte Schindler.

## Leben

### Jugend und Ausbildung
Elisabeth Holzapfel war die Tochter des deutschen CDU-Politikers Friedrich Holzapfel. Sie wuchs in Herford auf und machte dort ihr Abitur. Anschliessend studierte sie an der Universität Bern, wo ihr Vater von 1953 bis 1958 im diplomatischen Dienst und zuletzt als Botschafter tätig war.

### Redaktorin
Schindler-Holzapfel war unter anderem Redaktorin der Jugendzeitschrift s’Zäni und des Fachorgans Jugendliteratur des Schweizerischen Bundes für Jugendliteratur. Von 1964 bis 1971 war sie Redaktorin der Zeitschrift Schweizerisches Rotes Kreuz, anschliessend bis zu ihrer Heirat 1974 Leiterin der Abteilung «Information und Werbung» des Schweizerischen Roten Kreuzes. Zur Motivierung von Jugendlichen für die Pflegeberufe entwickelte sie das Konzept der «Schnupperlehrlager» in Zusammenarbeit mit den Berufsberatungsstellen. 1970 war sie massgeblich an der Produktion des Films «Spital bei Nacht» beteiligt, eines Werbefilms für Pflegeberufe.

### Sammlerin
Seit ihrer Jugend sammelte Schindler-Holzapfel Kinder- und Jugendbücher, die sie teils druckfrisch, teils gebraucht erwarb. So entstand eine Sammlung, die bis zu ihrem Tod auf rund 4'800 Titel anwuchs. Das älteste Buch stammt aus dem Jahr 1769.
Schindler-Holzapfel engagierte sich mit Führungen für Kinderbücher, wie bei der Ausstellung «Der Weg des Bilderbuchs» in der Zentralbibliothek Solothurn.
Schindler-Holzapfel vermachte ihre Kinder- und Jugendbuchsammlung dem Museum der Kulturen Basel (ehemals Schweizerisches Museum für Volkskunde). Die Sammlung wurde im November 1988 von den Erben übergeben. Die Bücher sind teilweise ausleihbar und wurden wiederholt bei Ausstellungen gezeigt. Im Untergeschoss des Museums wurde eine Vitrine aufgestellt, in der im Vierteljahresrhythmus Werke der Sammlung ausgestellt werden.

## Veröffentlichungen
- Ach, wenn’s doch immer Sommer wär! In: Jugendliteratur. Nr. 3, 1984, S. 17–19.
- Monika Laimgruber und ihre Märchenbilderbücher. In: Librarium. Zeitschrift der Schweizerischen Bibliophilen-Gesellschaft. 1978, ISSN 0024-2152, OCLC 638113157.
- Das grüne Büchlein der Hauspflege. 2. Auflage. Gustav Gissler, Basel 1978, OCLC 604132006.
  - Le petit livre vert de l’aide familiale (Das grüne Büchlein der Hauspflege). 2. Auflage. Schweizerische Vereinigung der Hauspflegeorganisationen, Zürich 1978, OCLC 78210453 (französisch).
- Im Spital. Mit Zeichnungen von Judith Baltensperger. Schweizerisches Jugendschriftenwerk, Zürich 1978, DNB 99716977X.
  - All’ ospedale. Ed. svizzere per la gioventù, Zürich 1979, DNB 985664576 (italienisch).
  - A l’hôpital. Œuvre suisse des lectures pour la jeunesse, Zürich 1980, DNB 985661054 (französisch).
- Schöne alte Kinderbücher. Ein Streifzug in Wort und Bild durch eine bewegte Vergangenheit. Verein Schweizerisches Gutenbergmuseum, Bern 1983, DNB 870087711.

## Ausstellungen
Ausstellungen mit Exponaten aus der Sammlung Elisabeth Schindler-Holzapfel:
- 2002: «Ein fabelhaftes Geschenk. Sechs Generationen lesen Kinderbücher», 1845 bis 2000. Dichter- und Stadtmuseum Liestal.[8]
- 2010: «Kabinettstücke 26. Kinder- und Jugendbücher der Sammlung Elisabeth Schindler-Holzapfel». Spielzeugmuseum Riehen (heute Museum Kultur & Spiel MuKS).[9]
- 2017: «Der Stern von Bethlehem». Museum der Kulturen Basel.[10]
- 2021: «Schnee». Museum der Kulturen Basel.[11]